# WNEW-FM
WNEW-FM（102.7 FM），是一家位于纽约市曼哈顿的一家调频广播电台，由Audacy运营。该电台以播出热门成人当代音乐为主，覆盖纽约市及其周边地区。目前WNEW-FM在帝国大厦发射，发射功率为6千瓦。